# Achaearanea decorata
Achaearanea decorata är en spindelart som först beskrevs av Ludwig Carl Christian Koch 1867.  Achaearanea decorata ingår i släktet Achaearanea och familjen klotspindlar. Inga underarter finns listade i Catalogue of Life.